# The Yellow Sea (película)
The Yellow Sea (en hangul 황해) es una película de Corea del Sur dirigida por Na Hong-jin en el año 2010.

## Argumento
En la ciudad de Yanji, entre Corea del Norte, China y Rusia, la mitad de la población vive de actividades ilegales. Un taxista llamado Kim Gu-nam (Ha Jung-woo) debe pagar la deuda que contrajo con la mafia que permitió a su mujer viajar a Corea del Sur en busca de una vida mejor. Consciente de que deberá trabajar durante años para recuperar el dinero, su única solución pasa por aceptar el peligroso trato que le propone el jefe mafioso Myun (Kim Yun-seok): cruzar la frontera de Corea del Sur para asesinar a una persona. No obstante, lo que parecía un plan sencillo pronto se complica.

## Reparto
- Ha Jung-woo como Kim Gu-nam.
- Kim Yoon-seok como Myun Jung-hak.
- Jo Sung-ha como Tae-won.
- Lee Chul-min como Choi Sung-nam.
- Kwak Do-won como el Profesor Kim Seung-hyun.
- Lim Ye-won como la esposa del Profesor Kim.
- Tak Sung-eun como la esposa de Gu-nam.
- Kim Ki-hwan como el conductor del Profesor Kim.
- Ki Se-hyung como un subordinado de Tae-won.
- Lee El como Joo-young, la amante de Tae-won.
- Oh Yoon-hong como la esposa de Tae-won.
- Jung Man-sik como un detective.
- Jung Min-sung como un detective.
- Kim Dong-hyun como un detective.
- Park Byung-eun como un empleado del banco.
- Jang So-yeon como una empleada del hotel Do-man.
- Yang Ki-won como un detective.
- Sung Byoung-sook como la madre de Gu-nam.
- Kong Jung-hwan como Jeon Pil-kyoo.
- Baek Won-gil como un secuestrador.
- Kang Hyun-joong como un marinero en el puerto de Busan.
- Jo Jae-yoon como un camionero en el puerto de Busan.
- Yoo Ha-bok como el jefe de taxis Yanbian.
- Lee Hee-joon como un policía.
- Lee Jun-hyeok como un vendedor de perros.
- Kim Jae-hwa como la novia de Jung-hak.

## Premios y nominaciones
- Premios del Cine Asiático - Mejor Actor[1]
- 2011: 32nd Blue Dragon Film Award - Mejor actor de reparto (Jo Sung-ha) - nominado
- 2011: Buil Film Award - Mejor actor (Ha Jung-woo) - nominado
- 2011: 48th Grand Bell Award - Mejor actor de reparto (Jo Sung-ha) - Ganó
- 2011: 31st Korean Association of Film Critics Award - Mejor actor (Ha Jung-woo) - Ganó[2]
- 2021: Baeksang Arts Award - Mejor actor (Film) (Ha Jung-woo) - Ganó[3]
- 2011: Asian Film Award - Mejor actor (Ha Jung-woo) - Ganó[4]